# マンジュウヒトデ
マンジュウヒトデ（饅頭海星、饅頭人手、学名：Culcita novaeguineae）は、アカヒトデ目・コブヒトデ科に分類されるヒトデの一種。別名「ウミバコ」。

## 分布
南西諸島以南のインド洋と西太平洋に分布する。

## 特徴
直径25cmと大型のヒトデで、一般的なヒトデのような星形ではなく、五角形の肉厚の座布団のような形状をしている。
サンゴ礁に生息し、サンゴを食べる。